# 中華民國駐菲律賓大使列表
本列表為中華民國駐菲律賓共和國歷任大使與代表名錄。兩國已無正式外交關係。

## 無邦交時期

### 代表機構
1975年6月9日，兩國斷交，7月28日，中華民國於菲律賓首都马尼拉設立具大使館功能的太平洋經濟文化中心駐马尼拉辦事處（Pacific Economic and Cultural Center Manila Office），10月8日，掛牌運作。
1990年3月7日，更名為駐菲律賓臺北經濟文化辦事處（Taipei Economic and Cultural Office in the Philippines）。
駐處館牌的中文是使用「中華民國駐菲律賓代表處」，英文則在「TAIPEI ECONOMIC & CULTURAL OFFICE」後方加註「REPUBLIC OF CHINA (TAIWAN)」。

### 歷任代表（1980年至今）
| 姓名   | 任命          | 到任          | 免職          | 離任          | 外交銜級 對外名義 | 外交職務 本職職務 | 備註             | 備註 |
| ------ | ------------- | ------------- | ------------- | ------------- | ----------------- | ----------------- | ---------------- | ---- |
| 劉宗翰 | 1980年7月4日  | 1980年7月24日 | 1988年4月27日 | 1988年9月7日  | 代表              | 代表              |                  |      |
| 劉達人 | 1988年4月27日 | 1988年8月31日 | 1992年3月26日 | 1992年6月17日 | 代表              | 代表              |                  |      |
| 劉伯倫 | 1992年3月26日 | 1992年6月9日  | 1995年2月9日  | 1995年3月29日 | 代表              | 代表              |                  |      |
| 詹憲卿 | 1995年2月21日 | 1995年5月14日 |               | 2000年11月6日 | 代表              | 代表              |                  |      |
| 羅致遠 |               | 2000年11月6日 | 2003年6月9日  | 2003年9月19日 | 代表              | 代表              |                  |      |
| 吳新興 | 2003年6月13日 | 2003年9月19日 | 2008年3月20日 | 2008年5月19日 | 代表              | 代表              |                  |      |
| 李傳通 | 2008年3月20日 | 2008年5月19日 | 2011年8月31日 | 2011年12月    | 代表              | 代表              |                  |      |
| 王樂生 | 2011年8月31日 | 2012年1月3日  |               | 2014年9月     | 代表              | 代表 特命全權大使 | [ 註 1 ]         |      |
| 林松煥 | 2014年6月17日 | 2014年9月23日 | 2018年4月24日 | 2018年6月     | 代表              | 特命全權大使      |                  |      |
| 徐佩勇 |               | 2018年6月30日 | 2023年4月     | 2023年4月     | 代表              | 特命全權大使      | 涉嫌性騷擾被解職 |      |
| 周民淦 |               | 2023年6月10日 |               | 現任          | 代表              | 特命全權大使      |                  |      |

## 外部連結
- 駐菲律賓臺北經濟文化辦事處（Facebook、Twitter）